# Pravidelná zpověď

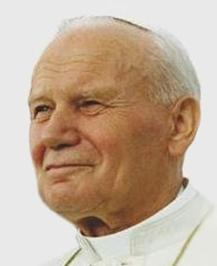
Jan Pavel II. chodil ke zpovědi každý týden

Pravidelná zpověď či častá zpověď je duchovní praxe mnoha křesťanů, zejména katolíků, luteránů a anglikánů, kteří často a často přistupují ke svátosti smíření, aby rostli ve svatosti.
Doporučená frekvence, která vychází z učení minulých papežů a kanonického práva, je jednou měsíčně až jednou týdně.
Podle Pia XII. byla tato praxe „zavedena do církve z vnuknutí Ducha svatého“. Vyznání každodenních vin je podle Katechismu katolické církve 1458 „církví naléhavě doporučováno“. Pavel VI. řekl, že častá zpověď má „velkou hodnotu“. Podle studie R.D. Salvadora M. Ferigleho o církevním právu a učení „častá zpověď, kdykoli je to možné, bude obvykle znamenat zpověď jednou za měsíc až jednou za týden.“
Mnoho luteránských a anglikánských církví také povzbuzuje k častému svatému rozhřešení a řídí se podobným učením o časté zpovědi jako římští katolíci.

## Základ a význam
Katolická církev učí, že každý člověk je povolán ke svatosti, protože byl stvořen, aby miloval Boha a sloužil mu, což je nejvyšší zdroj lidského štěstí. Za tímto účelem Bůh udělil svátosti jako Boží prostředek, který každému člověku dává božský život. 
Katechismus katolické církve učí: 
Ačkoliv zpověď každodenních vin (všedních hříchů) není nezbytná, církev ji přesto naléhavě doporučuje. Vždyť pravidelná zpověď všedních hříchů nám napomáhá vychovávat svědomí, bojovat proti nezřízeným náklonnostem, dát se Kristem uzdravit a postupovat v životě Ducha. Tím, že častěji přijímáme prostřednictvím této svátosti dar Otcova milosrdenství, jsme vedeni k tomu, abychom byli milosrdní jako on.
Jan Pavel II. ve své apoštolské exhortaci Reconciliatio et paenitentia také vybízel k časté zpovědi, i když jen ze všedních hříchů:
„Bude také dobré připomenout, že pro vyváženou duchovní a pastorační orientaci v tomto ohledu je třeba nadále přikládat velký význam tomu, aby se věřící učili využívat svátost pokání také jen za všední hříchy, jak to potvrzuje staletá tradice a praxe nauky.“
„Ačkoli církev ví a učí, že všední hříchy se odpouštějí i jinými způsoby – například skutky lítosti, skutky lásky, modlitbou, kajícími obřady – nepřestává všem připomínat zvláštní užitečnost svátostného okamžiku i pro tyto hříchy. Časté užívání svátosti, k němuž se některé kategorie věřících skutečně upínají, posiluje vědomí, že i drobné hříchy urážejí Boha a škodí církvi, Kristovu tělu. Její slavení se pak pro věřící stává ,příležitostí a podnětem k tomu, aby se více přizpůsobili Kristu a stali se poslušnějšími hlasu Duchaʻ. Především je třeba zdůraznit, že milost náležející svátostnému slavení má velkou ozdravnou moc a pomáhá odstranit samotné kořeny hříchu.“ (32; citace Ordo Paenitentiae, 17)

## Doporučená frekvence
Podle Salvadora M. Ferigleho: „Pro ty, kteří se upřímně snaží využít možnosti časté zpovědi k duchovnímu růstu, je častá zpověď obvykle spojena s tím, že mají stálého zpovědníka. Zpovědník bude nejlépe kvalifikovanou osobou, která navrhne frekvenci vhodnou pro duchovní rozvoj a fyzické a i morální možnosti kajícníka. V těchto poměrně širokých mezích flexibility a při hledání obecného pravidla zdravého rozumu můžeme odkázat na [Generální audienci Pavla VI.], která hovoří o „častém přijímání svátosti pokání, tedy dvakrát měsíčně“. Předchozí právní předpisy, které určovaly pravidelné intervaly pro zpověď, hovořily o zpovědi jednou týdně. Lze tedy obecně říci, že pokud je to možné, častá zpověď bude obvykle znamenat zpověď jednou za měsíc až jednou za týden.“